# Malert
Malert (węg. Magyar Légiforgalmi Rt – Węgierska Spółka Lotnicza) – nieistniejąca węgierska linia lotnicza realizująca przewozy pasażerskie i pocztowe, będąca w latach 20. i 30. XX wieku największym, a po 1925 roku i likwidacji Aero Express Rt., jedynym przewoźnikiem lotniczym w kraju.

## Historia
Linię założono 19 listopada 1922 roku. Pierwszym połączeniem wykonywanym przez samolot przedsiębiorstwa Fokker F.III były uruchomione w 1923 roku loty z Budapesztu do Wiednia. W pierwszym roku swojej działalności Malert wykonał 426 lotów, przewożąc 1432 pasażerów. Rozrastająca się flota samolotów firmy składała się z sześciu maszyn Fokker F.III (o znakach rejestracyjnych H-MABA, H-MABB, H-MABC, H-MABD, H-MABE i H-MABF), sześciu Fokkerów F.VII, trzech Fokkerów F.VIII oraz dwóch Fokkerów Universal (F.XI). Przewozy pocztowe realizowały mniejsze Fokkery C.VD i C.VE. Przez kilkanaście miesięcy spółka użytkowała również cztery włoskie Caproni Ca.97 i Caproni Ca.101bis. 
Pod koniec 1926 roku firma zainaugurowała loty do Grazu. Do 1928 roku Malert przewiózł ponad 10 000 pasażerów i 1000 ton towarów, a samoloty firmy pokonały łączny dystans rzędu 850 000 km. Pierwsza połowa lat 30. XX wieku to rozpoczęcie na większą skalę obsługi połączeń krajowych. Samoloty Malert rozpoczęły loty do Szombathely, Pecz, Kaposvár, Miszkolca oraz Nyíregyháza. W 1931 roku, z 1185 km połączeń, 500 km stanowiły połączenia krajowe. W tym samym roku firma stała się beneficjentem rządowej dotacji w wysokości 200 000 Pengő (około 37 000 dolarów). Rządowe subsydia były wypłacane firmie co roku. 
W 1935 roku Malert gruntownie zreorganizował siatkę swoich połączeń. Zrezygnowano z realizacji połączeń krajowych, skupiając się na lotach międzynarodowych. Współpracując z Lufthansą i austriackim Österreichische Luftverkehrs AG (ÖLAG), Malert docierał przez Wiedeń do Salzburga, Monachium i Zurychu. Zwiększono częstotliwość lotów do Klagenfurtu. Rozpoczęto przy współpracy z Imperial Airways loty do Londynu.
W 1935 roku bilans firmy to 1706 przewiezionych pasażerów, 26 500 kg towarów i 145 000 km. Do końca 1930 roku firma pozbyła się wszystkich Fokkerów F.III, podobny los spotkał pozostałe Fokkery, najdłużej użytkowano F.VIII, które w 1938 roku zastąpiono włoskimi Savoia-Marchetti SM.75. Część z nich przejęło wojsko. W 1936 roku Malert zakupił pierwsze dwa (z pięciu, których używano) samoloty Junkers Ju 52. Jeden z nich (o znakach rejestracyjnych HA-DUR) stał się osobistą maszyną regenta państwa, admirała Miklósa Horthyego. Zamówiono również trzy pocztowe Heinkel He 70, ale wszystkie maszyny przejęło wojsko. Od 1938 roku firma rozpoczęła współpracę z PLL LOT. Polskie samoloty miały międzylądowanie w Budapeszcie podczas lotu do Belgradu, a węgierskie maszyny latały sześć razy w tygodniu do Warszawy. Wspólnie z rumuńskim przewoźnikiem Malert obsługiwał trasę do Bukaresztu przez Arad oraz loty na trasie Bukareszt-Budapeszt-Praga-Berlin. Współpraca z PLL LOT zaowocowała uruchomieniem połączenia z Gdynią. Węgierskie, polskie i włoskie maszyny obsługiwały trasę Gdynia-Warszawa-Budapeszt-Wenecja-Rzym. W 1939 roku do floty samolotów dołączyły trzy Focke-Wulf Fw 58 oraz kolejne Ju-52. Wraz z jugosłowiańskim przewoźnikiem Malert uruchomił połączenie do Belgradu i dalej do Aten.
Wybuch wojny zahamował rozwój węgierskiego przewoźnika. Węgry, będąc formalnie krajem neutralnym, próbowały wznowić łączność lotniczą z Paryżem, Londynem i Moskwą, jednak nie udało się uruchomić tych połączeń. Dopiero w 1941 roku kraj otwarcie stanął po stronie państw Osi. W 1940 roku Malert przewiózł ponad 26 000 pasażerów, 630 ton towarów i 185 ton poczty. Rozpoczęcie w marcu 1944 roku okupacji terytorium Węgier przez Niemcy w praktyce oznaczało zakończenie działalności firmy. Wszystkie należące do przewoźnika maszyny uległy zniszczeniu w toku działań wojennych.